# Bla Bla Bla (programma televisivo)
Bla Bla Bla è stato un programma televisivo musicale che andò in onda su Rai 2 nel 2005, con autori e principali conduttori la coppia Lillo & Greg. Tra gli autori anche Marco Giusti, Paolo Mariconda, Alberto Piccinini e Luca Rea.

## Caratteristiche
La trasmissione era condotta dal duo comico Lillo & Greg, affiancato da Simone Colombari, Fabio Ferri, Max Tortora, Sergio Mancinelli, Chiara Francini, Virginia Raffaele, Federica Cifola, Teresa Saponangelo, Carolina Levi, Elena Aiuto, Gaetano Massaro, Paolo Mariconda, Stefano Frosi ed Elena Burika.
La band musicale del programma erano i Blues Willies
Lo show si configurava come un talk show demenziale, nel quale i due conduttori Lillo e Greg facevano brevi interviste (5-10 minuti ciascuna) a vari finti ospiti dalle caratteristiche più disparate, talora interpretati da personaggi già ben noti in televisione (come Renzo Arbore, Pippo Franco, Max Gazzè, Gigi e Andrea, Marco Marzocca), altre volte emergenti (come Massimo Bagnato, Paolo Ruffini, Chiara Sani, ecc.).

## Diffusione
Bla Bla Bla è andata originariamente in onda per una stagione su Rai 2, in seconda serata, dal 12 aprile al 4 luglio 2005 (13 puntate).